# Chilluévar
Chilluévar ist ein Dorf und eine Gemeinde (municipio) mit insgesamt 1.322 Einwohnern (Stand: 2024) im Süden der Provinz Jaén in der autonomen Region Andalusien.

## Lage
Chilluévar liegt teilweise im Naturpark Sierras de Cazorla, Segura y Las Villas in einer Höhe von ca. 835 m. Der Río de la Vega begrenzt die Gemeinde im Westen. Die Entfernung zur Provinzhauptstadt Jaén beträgt knapp 88 km (Fahrtstrecke) in westnordwestlicher Richtung. Das Klima im Winter ist gemäßigt, im Sommer dagegen warm bis heiß; die relativ geringen Niederschlagsmengen fallen – mit Ausnahme der nahezu regenlosen Sommermonate – verteilt übers ganze Jahr.

## Bevölkerungsentwicklung
| Jahr      | 1970  | 1980  | 1990  | 2000  | 2010  | 2020  |
| Einwohner | 2.574 | 2.128 | 1.956 | 1.757 | 1.629 | 1.390 |

## Sehenswürdigkeiten
- Kirche Mariä Frieden (Iglesia de Nuestra Señora de la Paz)
- Römischer Weg und Brücke über den Río Cañamares

Archäologische Reste aus der Römerzeit bei Los Almansas

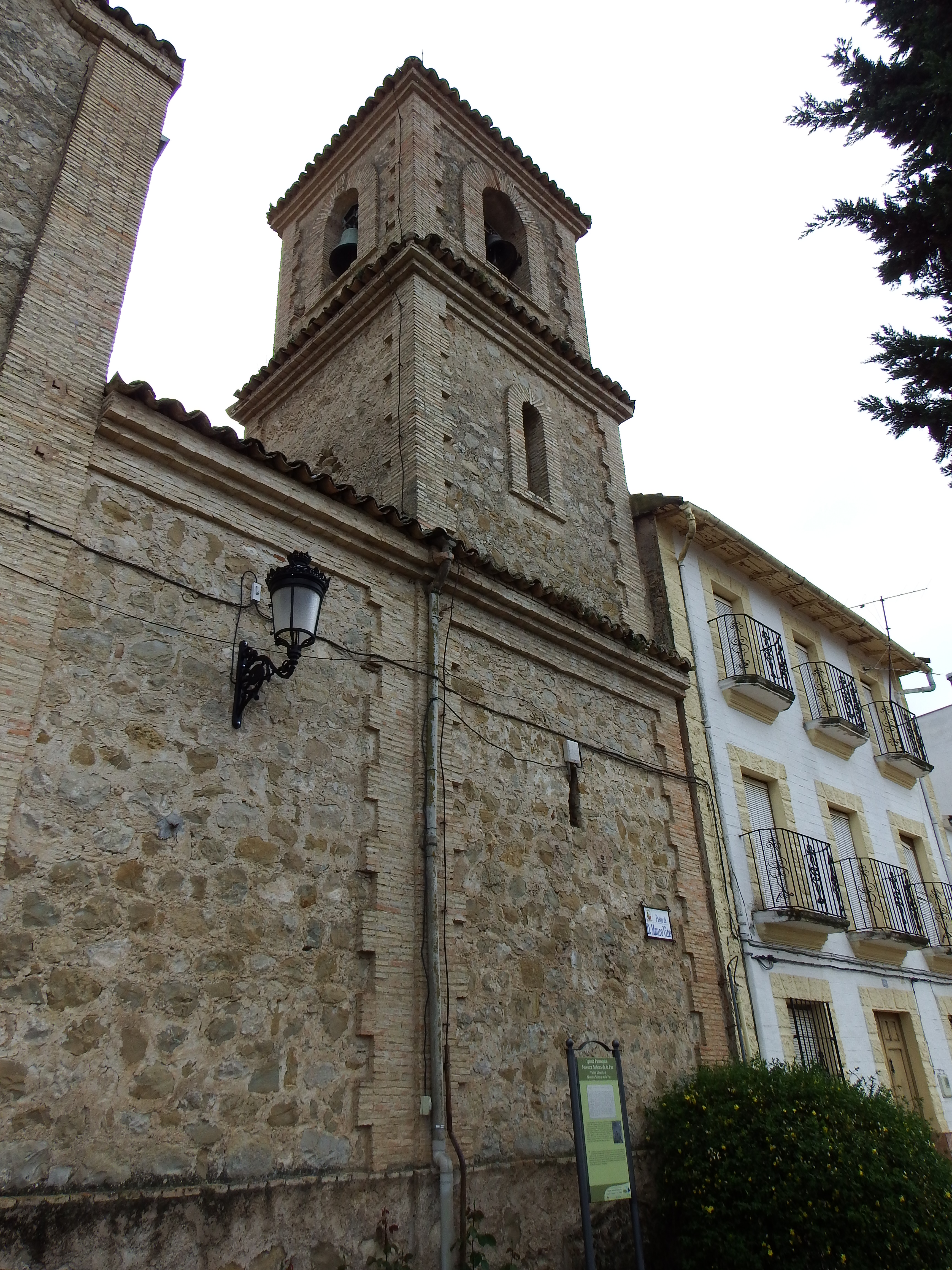
Kirche Mariä Frieden
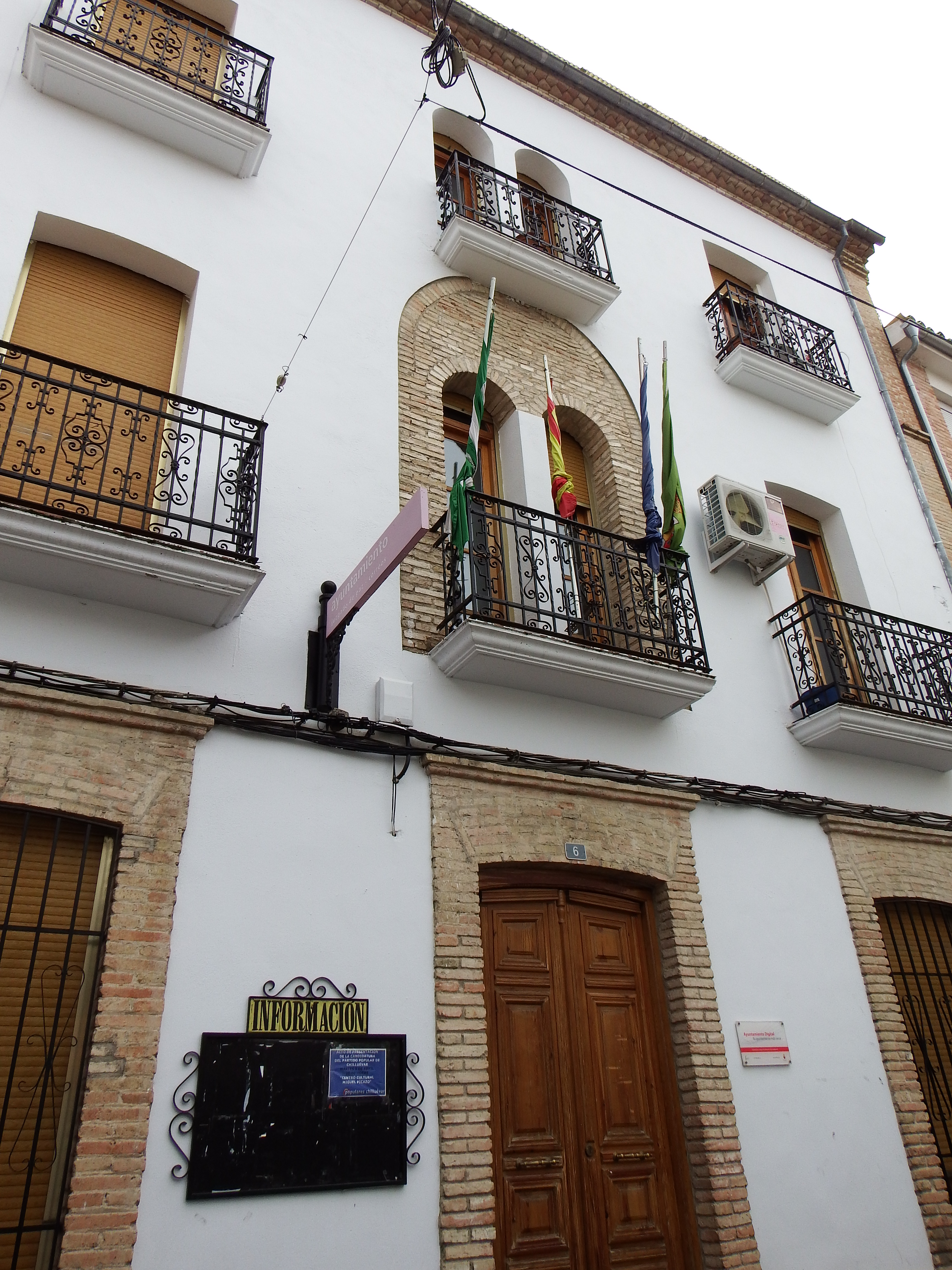
Rathaus